# Гарц, Карл Отто
Карл Отто Гарц (нем. Carl Otto Harz; 1842—1906) — немецкий фармацевт, миколог и ботаник, работавший в Мюнхене.

## Биография
Родился в Гаммертингене 28 ноября 1842 года. Учился на ботаника в Берлине, с 1871 года — в Мюнхене с Карлом фон Негели. В 1873 году прошёл хабилитацию по ботанике в Мюнхенском техническом университете.
С 1873 года Гарц преподавал ботанику и зоологию в Мюнхенской центральной ветеринарной школе. В 1880 году назначен профессором ботаники Ветеринарной школы и Технического университета.
Участвовал в подготовке 5-го издания «Флоры Германии» Д. Шлехтендаля. Автор статей в Бюллетени Императорского Московского общества испытателей природы.
Скончался в Мюнхене 5 декабря 1906 года.

## Некоторые научные работы
- Harz C. O. Einige neue Hyphomyceten Berlin's und Wien's. — Moskau, 1871. — 60 p.
- Harz C. O. Landwirtschaftliche Samenkunde. — Berlin, 1885. — 1362 p.

## Роды и некоторые виды, названные именем К. О. Гарца
- Harzia Costantin, 1888
- Harziella Kuntze, 1891, nom. superfl. — Trichocladium Harz, 1871
- Harziella Costantin & Matr., 1899
- Trichoderma harzianum Rifai, 1969